# Hania Amar
Pour les articles homonymes, voir Amar.
Hania Amar est née le 12 février 1990 à Alger en Algérie, est une actrice franco-algérienne.

## Biographie
Née en Algérie[Où ?], elle arrivée en France avec sa famille alors qu’elle avait à peine un an[réf. nécessaire]. Elle est diplômée d'un master de l'université Paris-Sorbonne.

## Filmographie
Sauf indication contraire, les informations mentionnées dans cette section peuvent être confirmées par les bases de données cinématographiques IMDb et Allociné,  présentes dans la section « Liens externes ».

### Cinéma
- 2013 : Mohamed Dubois d'Ernesto Oña : Nawel Madani
- 2015 : Lotfi d'Ahmed Rachedi : Fatima Mechiche, la femme de Lotfi
- 2015 : Curse of Mesopotamia de Lauand Omar : Véronique
- 2016 : Le Puits de Lotfi Bouchouchi : Meriem Kheroubi
- 2017 : Le Caire confidentiel (The Nile Hilton Incident) de Tarik Saleh : Gina[2],[3]
- 2017 : En attendant les hirondelles de Karim Moussaoui : Aïcha[4]

### Télévision
- 2014 : Khamsa (série télévisée) : Yasmine
- 2019 : Stock (série télévisée) de Naqqash Khalid : la traductrice
- 2020 : Little Birds (série télévisée), épisode 4 de Stacie Passon : Fatima
- 2021 : Alger confidentiel (Ein paar Tage Licht) (mini-série) de Frédéric Jardin : Amel Samraoui
- 2022 : Sang-e-Mah (série télévisée) de Saife Hassan : Gul Meena